# IX Brigada Mecanizada
La IX Brigada Mecanizada "Cnel. Luis Jorge Fontana" (Br Mec IX) es una brigada del Ejército Argentino (EA) con asiento en la guarnición militar de Comodoro Rivadavia, Provincia del Chubut, y que depende del Comando de la 3.ª División de Ejército "Tte. Gral. Julio Argentino Roca" (D Ej 3).
Es una brigada mecanizada con una dotación de blindados M-113 A1 de manufactura estadounidense, caza-tanques SK-105 Kürassier con cañón de 105 mm y de fabricación austríaca; y cañones autopropulsados TAM VCA de 155 mm.

## Organización
- Comando de la IX Brigada Mecanizada (Cdo Br Mec IX). Guar Ej Comodoro Rivadavia (CT).[3][4]
  - Regimiento de Infantería Mecanizado 8 «General Bernardo O'Higgins» (RI Mec 8). Guar Ej Comodoro Rivadavia (CT).
  - Regimiento de Infantería Mecanizado 25 (RI Mec 25). Guar Ej Sarmiento (CT).
  - Regimiento de Caballería de Exploración 3 «Coraceros General Pacheco» (RC Expl 3). Guar Ej Esquel (CT).
  - Regimiento de Caballería de Tanques 9 «General José Gervasio Artigas» (RC Tan 9). Cu Ej Puerto Deseado (SC).
  - Grupo de Artillería Blindado 9 (GA Bl 9). Guar Ej Sarmiento (CT).
  - Batallón de Ingenieros Mecanizado 9 «Zapadores del Chubut» (B Ing 9). Cu Ej Río Mayo (CT). Es la UMRE IX.
  - Compañía de Comunicaciones Mecanizada 9 (Ca Com Mec 9). Guar Ej Comodoro Rivadavia (CT).
  - Compañía de Inteligencia Mecanizada 9 (Ca Icia Mec 9). Guar Ej Comodoro Rivadavia (CT).
  - Sección de Inteligencia Adelantada «Esquel» (Sec Icia Adel Esquel). Guar Ej Esquel (CT).
  - Sección de Aviación de Ejército 9 (Sec Av Ej 9). Guar Ej Comodoro Rivadavia (Aeropuerto Int. Gral. E. Mosconi, CT).
  - Base de Apoyo Logístico «Comodoro Rivadavia» (BAL Comodoro Rivadavia). Guar Ej Comodoro Rivadavia (CT).

## Historia

### Orgánica
Por decreto del 28 de febrero de 1942 se estableció una gran unidad motorizada, denominada Agrupación Patagonia, con asiento en Comodoro Rivadavia, que formaría parte de la Zona Militar de Comodoro Rivadavia, determinando que el ministro de Guerra impartiría instrucciones para su constitución de esta unidad de combate que habría de depender del inspector general del Ejército.
La organización inicial de la Agrupación patagónica fue el siguiente:
- Comando de la Agrupación patagónica, con asiento en Comodoro Rivadavia.
- Regimiento 8 de infantería motorizado, reforzado con una batería de cañones Krupp 75 mm L30 mod. 1909
- Regimiento 24 de infantería motorizado reforzado con una batería de cañones Krupp 75 mm L30 mod. 1909. El 27 de junio de 1942, por decreto del entonces Vicepresidente de la Nación en ejercicio del Poder Ejecutivo Nacional Ramón Castillo, se creó este regimiento como consecuencia de una medida de orden institucional prevista en el Plan General de Organización del Ejército, siendo su primer jefe el mayor Felix Targón. Esta unidad fue constituida sobre la base del III Batallón del Regimiento de Infantería 14, con asiento en Río Cuarto (provincia de Córdoba). Fue reforzado con guarnición en Río Gallegos y efectivos en Río Grande, Tierra del Fuego.
- Destacamento "Río Grande: Se constituyó en Río Grande, sobre la base de a una sección de tiradores y una sección de ametralladoras pertenecientes al Regimiento de Infantería Motorizado 24. Esta unidad llegó a sus cuarteles el 15 de marzo de 1942.
- Destacamento militar "Río Deseado": integrado por la 2.ª compañía de Tiradores del regimiento 8 de Infantería, que llegó a su guarnición el 20 de septiembre de 1940.

Posteriormente, la Agrupación patagónica fue completada con la 1.ª Compañía de comunicaciones motorizada, con guarnición en Río Gallegos
El 15 de diciembre de 1942 se establecieron otras unidades y se reorganizó la Agrupación patagónica.
- Regimiento 25 de infantería motorizado, con asiento en Puerto Deseado.
- 1.º Compañía de zapadores motorizada "Patagonia", en Comodoro Rivadavia
- Comando del 9.º Destacamento en Río Gallegos, del cual dependían
- Regimiento 24 de ingeniería motorizado remontado a dos batallones.
- 9.º Grupo de Artillería Liviana
- 1.º Compañía de zapadores motorizada "Patagonia" trasladada a Río Gallegos que sería el núcleo de un batallón que se formaría en 1944 en Comodoro Rivadavia. Este elemento fue la 1.º compañía del 9.º batallón de zapadores motorizado. Dos años más tarde, se creó la 2.º compañía del mismo batallón, que se asentó en Colonia Sarmiento.

El origen de la IX Brigada Mecanizada se remonta al 28 de febrero de 1942, cuando se creó la «Agrupación Patagonia» por decreto del presidente de la Nación Ramón S. Castillo. Su primer comandante fue el coronel Ángel Solari.
La región patagónica, carecía de fuerzas de seguridad que resguardaran convenientemente la integridad territorial y debido al interés de las explotaciones petroleras, mediante el Decreto N.º 13 941 del 31 de mayo de 1944, las autoridades nacionales crearon la Gobernación militar de Comodoro Rivadavia. Su jurisdicción abarcaba el sur del Chubut y el norte de Santa Cruz.
La Gobernación militar de Comodoro Rivadavia tuvo a militares de la máxima jerarquía del ejército en actividad a cargo del gobierno con atribuciones que excedían las previstas en la ley 1532. Tenía amplias facultades tendientes a garantizar la seguridad de la región y la protección de los yacimientos petrolíferos. Si bien dependía del ministerio de Guerra podía manejarse con mayor independencia y contaba con más recursos que los gobernadores territoriales.
El Gobernador militar era el comandante de todas las fuerzas terrestres, aéreas, policiales y de gendarmería asignada a la Zona militar, designa jueces de paz, comisionados municipales y comisiones de fomento, ejerce superintendencia sobre todos los empleados de las reparticiones, cualquiera sea su cargo o jerarquía, con excepción de las pertenecientes a la justicia letrada. Facultaba al gobernador para efectuar todo tipo de controles, a realizar convenios con gobernadores de los territorios de Chubut y Santa Cruz con vistas a la defensa, sin perjuicio del conocimiento simultáneo del ministerio de guerra, a quien debía “dar cuenta de todas las irregularidades que no está a su alcance reprimir, solicitando bajo su responsabilidad las investigaciones pertinentes”.
También se utilizó el destino en lugares remotos de la Patagonia como lugar de castigo para militares

### Operaciones
Durante el terrorismo de Estado en Argentina en las décadas de 1970 y 1980 la IX Brigada de Infantería constituyó la Subzona 53.

#### Guerra de las Malvinas
La Operación Rosario (también conocida como la invasión argentina a las Islas Malvinas) fue la recuperación de las Islas Malvinas por parte de la República Argentina el 2 de abril de 1982 por medio de una operación anfibia incruenta, por decisión de la Junta Militar que gobernaba en el país desde 1976, y que estaba compuesta (en ese tiempo) por el teniente general Leopoldo Fortunato Galtieri, el almirante Jorge Isaac Anaya y el brigadier Basilio Lami Dozo, (quienes designaron a Carlos Büsser como principal responsable del operativo militar). El archipiélago estaba bajo control del Reino Unido desde su ocupación en 1833 hasta esta operación. 
Los militares argentinos desalojaron a las autoridades británicas y establecieron una Gobernación militar de las Islas Malvinas, por efecto del decreto nacional 681/82 S.
Las autoridades argentinas planificaron la operación a partir de diciembre de 1981. En marzo de 1982, zarpó una flota expedicionaria del continente. El desembarco inició el 2 de abril y fue ejecutado sin mayores inconvenientes excepto por un muerto en la toma de la Casa de Gobierno. El comandante argentino logró su objetivo sin causar bajas en el enemigo ni los civiles, algo que la dictadura requería para las negociaciones diplomáticas. Al final, las fuerzas argentinas rindieron a la reducida guarnición británica, la cual fue deportada junto al gobernador Rex Hunt.
El sábado 3 de abril el Consejo de Seguridad de las Naciones Unidas aprobó la Resolución 502 que:
1. Exige la cesación inmediata de las hostilidades.
2. Exige la retirada inmediata de todas las fuerzas argentinas de las Islas Malvinas.
3. Exhorta a los Gobiernos de la Argentina y el Reino Unido de Gran Bretaña e Irlanda del Norte a que procuren hallar una solución diplomática a sus diferencias y a que respeten plenamente los propósitos y principios de la Carta de las Naciones Unidas.

15 sobre 30 países votaron a favor de la resolución, uno por encima del mínimo necesario. La dictadura cívico-militar argentina no esperaba este resultado. Con la excepción de Panamá, los miembros del Movimiento de Países No Alineados votaron en contra de la Argentina mientras que la Unión Soviética, España, Polonia y China se abstuvieron.

### Ayuda humanitaria

#### Pandemia de coronavirus de 2019-2020
En el año 2020, se desató una pandemia de enfermedad por coronavirus de 2020 en Argentina. El Ejército Argentino creó 14 comandos conjuntos de zonas de emergencia y 10 fuerzas de tarea para proporcionar ayuda humanitaria. La IX Brigada Mecanizada asumió el Comando de la Zona de Emergencia Chubut (CZECHU).

## Nombre

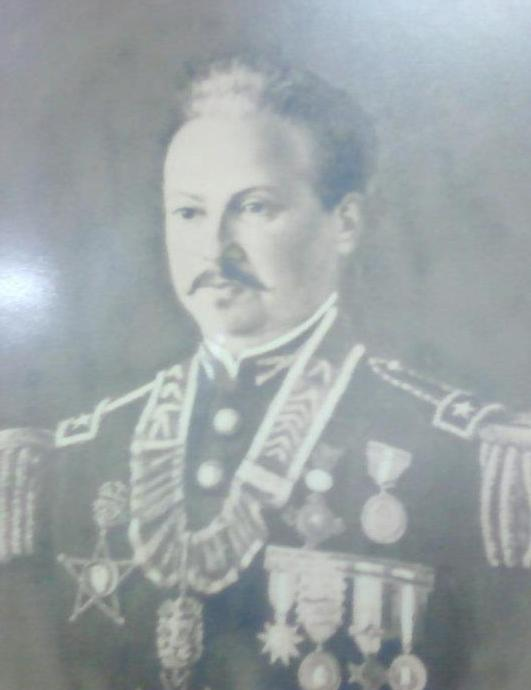
Luis Jorge Fontana

Su nombre «Coronel Luis Jorge Fontana» es en honor al primer gobernador de la provincia del Chubut.